# Etta James

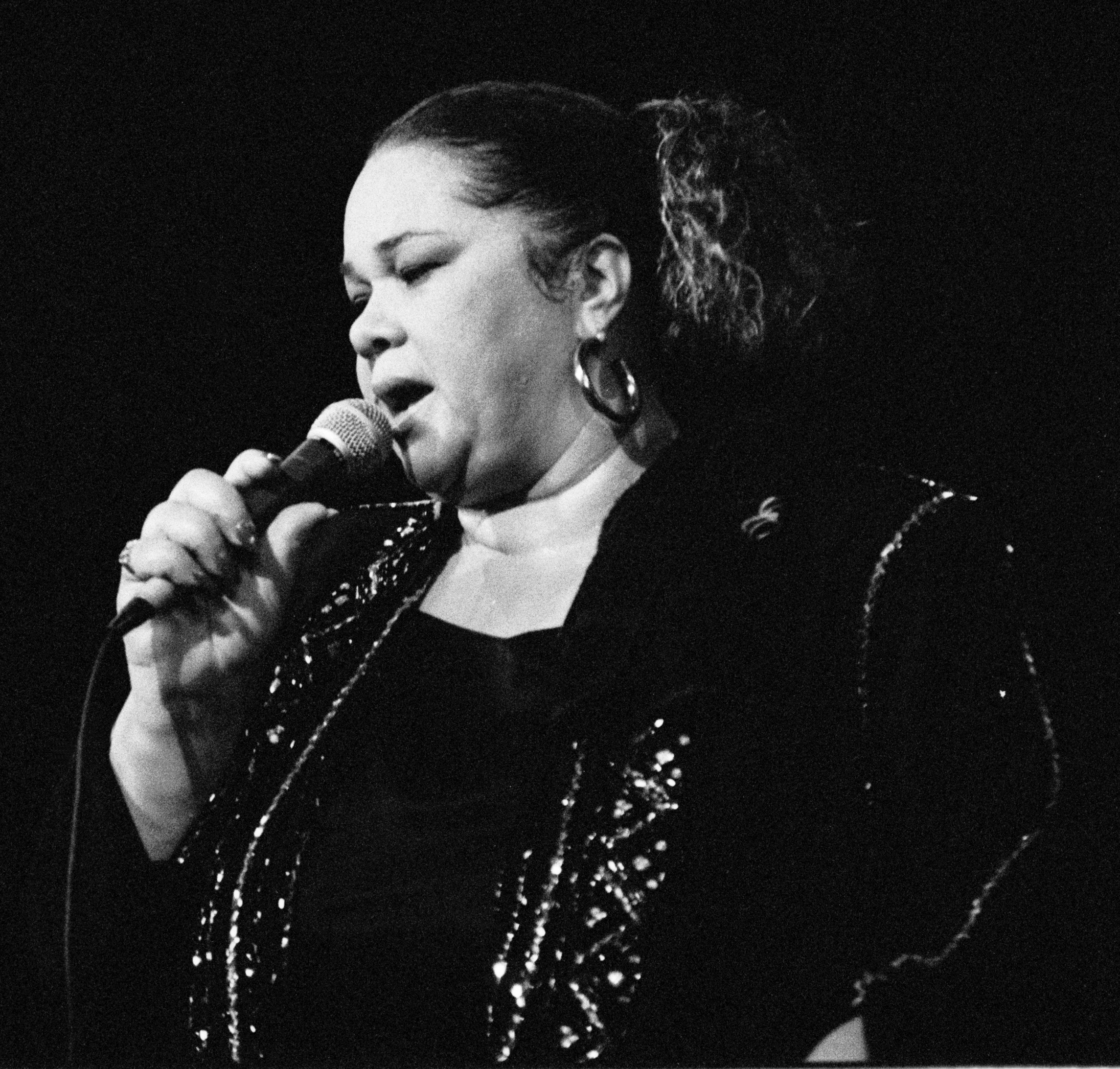
Etta James, 1990

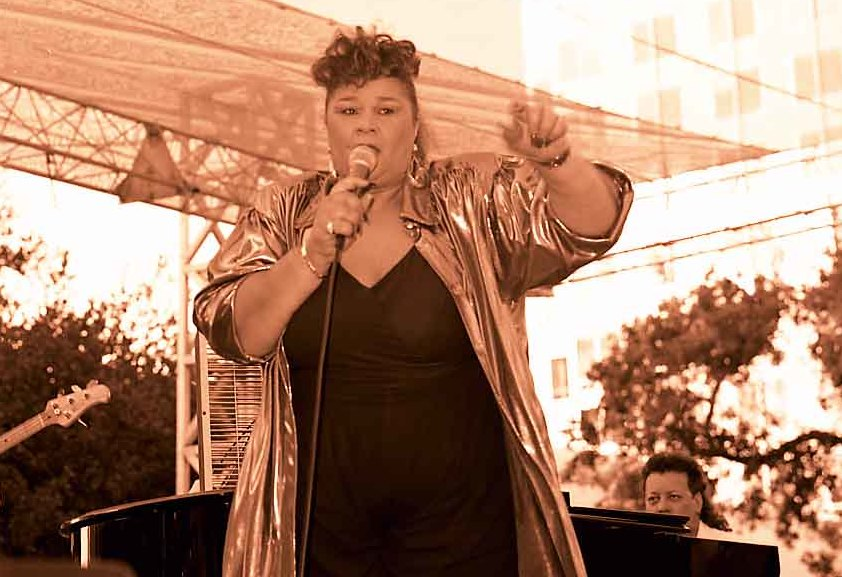
Etta James i San Jose, Kalifornien år 2000.

Etta James, ursprungligen Jamesetta Hawkins, född 25 januari 1938 i Los Angeles, Kalifornien, död 20 januari 2012 i Riverside, Kalifornien, var en amerikansk blues- och rhythm and blues-sångerska. Hon slog igenom 1955 med singeln The Wallflower, efter att ha upptäckts av Johnny Otis. 1960 skrev hon på för skivbolaget Chess Records, grundat av Leonard Chess. Hon stannade kvar på Chess Records till 1978 och släppte en rad hitlåtar; mest känd var hon kanske för hiten At Last från 1961. James valdes in i Rock and Roll Hall of Fame 1993 och i Blues Hall of Fame 2001. Hon tilldelades 2003 Grammy Lifetime Achievement Award. Etta James var gift med Artis Mills och hade sönerna Donto och Sametto. James avled i leukemi på ett sjukhus i Kalifornien.

## Senare delen av karriären: 1988–2012
1989 skrev Etta James på för Island Records och släppte albumet Seven Year Itch, producerat av Barry Beckett. Hon släppte också ett andra album med Barry Beckett 1989 med titeln Stickin' to My Guns. Båda spelades in vid FAME Studios. 1993 bytte hon skivbolag till Private Music Records och spelade in ett hyllningsalbum för Billie Holiday med titeln Mystery Lady: Songs of Billie Holiday.
Tidskriften Rolling Stone har rankat henne högt på listan över de 100 största artisterna genom tiderna.

## Diskografi
- 1961 – At Last!
- 1961 – The Second Time Around
- 1962 – Etta James
- 1962 – Etta James Sings for Lovers
- 1963 – Etta James Top Ten
- 1963 – Etta James Rocks the House
- 1965 – The Queen of Soul
- 1966 – Call My Name
- 1968 – Tell Mama
- 1970 – Etta James Sings Funk
- 1971 – Losers Weepers
- 1973 – Etta James
- 1974 – Come a Little Closer
- 1976 – Etta Is Betta Than Evvah!
- 1978 – Deep in the Night
- 1980 – Changes
- 1982 – Etta, Red-Hot & Live
- 1988 – Seven Year Itch
- 1992 – My Greatest Songs
- 1992 – The Right Time
- 1994 – Mystery Lady: Songs of Billie Holiday
- 1995 – Time After Time
- 1997 – Her Best
- 1997 – Love's Been Rough on Me
- 1998 – 12 Songs of Christmas
- 1998 – Life, Love and the Blues
- 1999 – The Best of Etta James: 20th Century Masters
- 1999 – The Heart of a Woman
- 2000 – Matriarch of the Blues
- 2001 – Blue Gardenia
- 2001 – Love Songs
- 2002 – Burnin' Down the House: Live at the House of Blues
- 2003 – Let's Roll
- 2004 – Blues to the Bone
- 2006 – The Definitive Collection
- 2006 – All the Way
- 2011 – The Dreamer